# Jean-Baptiste Jourdan
Jean-Baptiste Jourdan, conte Jourdan (n. 29 aprilie 1762, Limoges, Franța – d. 23 noiembrie 1833, Paris, Franța), a fost unul dintre cei mai importanți generali francezi ai războaielor revoluției franceze, mareșal (1804) și pair al Franței.